# 星球地图出版社
星球地图出版社简称星球社，成立于1993年，是中华人民共和国的一家地图出版机构，为中央级专业地图出版社。根据国家新闻出版署登记信息，主办单位为中国人民解放军总参谋部政治部，主办单位为总参作战部，但根据星球地图出版社官网消息，该出版社已于2021年移交至地方，现为中国融通子公司融通文教所属的出版社。
社址位于北京市海淀区，2009年被新闻出版总署评为一级图书出版单位和全国百佳图书出版单位。 

## 资料来源
1. ↑  . www.starmap.com.cn. 星球地图出版社.   [2017-10-23]. （原始内容存档于2024-10-07）.
2. ↑  . www.starmap.com.cn. 星球地图出版社.   [2017-10-23]. （原始内容存档于2020-08-03）.